# Epeolus boliviensis
Epeolus boliviensis är en biart som beskrevs av Heinrich Friese 1908. Epeolus boliviensis ingår i släktet filtbin, och familjen långtungebin. Inga underarter finns listade i Catalogue of Life.